# Леппер, Анджей Збигнев
А́нджей Зби́гнев Ле́ппер (пол. Andrzej Zbigniew Lepper [ˈandʐɛj ˈzbʲigɲɛf ˈlɛp:ɛr]; 13 июня 1954, Стовенцино, Кошалинское воеводство — 5 августа 2011, Варшава) — польский государственный, профсоюзный и политический деятель, основатель и лидер левонационалистической партии «Самооборона Республики Польша», депутат и вице-маршал Сейма (2001—2007), член польской делегации в Европейском парламенте (2004).
На выборах 2005 года партия Леппера получила третье место, что позволило ей стать частью коалиционного правительства вместе с консервативными партиями «Право и справедливость» и «Лига польских семей». В этом правительстве Леппер получил должность заместителя председателя Совета министров и Министра сельского хозяйства.
Участвовал в президентских выборах 2005 года, где получил 15,1 % голосов. Получил известность благодаря организованным им скандальным акциям гражданского неповиновения и радикальным высказываниям в адрес своих оппонентов. Скончался 5 июня 2011 года (совершил самоубийство) в штаб-квартире своей партии при загадочных обстоятельствах.

## Биография
Родился в крестьянской семье, окончил Сыпневский сельскохозяйственный техникум без получения аттестата зрелости. Служил в польской армии, профессиональный боксёр. С 1977 по 1980 год — член ПОРП. В 1980 году стал владельцем собственной фермы. В результате перевода польской экономики на рыночную основу, его хозяйство оказалось на грани банкротства.

### Самооборона
Вместе с другими крестьянами, которые не могли погасить крупные кредиты, основал в 1989 году профсоюз работников сельского хозяйства «Самооборона» (пол. Związek Zawodowy Rolnictwa Samoobrona). Организовал захваты здания министерства Сельского хозяйства Польши в апреле и декабре 1989 года, блокады дорог в 1992, 1993 и 1999 годах, марши к Сейму и резиденции президента.
Около 70 раз задерживался за организацию несанкционированных крестьянских демонстраций. Против Леппера неоднократно выдвигались обвинения в неуважении к президенту, правительству и Сейму.
С 1992 лидер партии «Союз Самообороны», с 2000 — «Самооборона Республики Польша». В 2001 вместе со своей партией попал в Сейм Республики Польша. В мае-июле 2004 года — депутат Европарламента.

### Участие в президентских выборах
- 1995: 1,3 %
- 2000: 3,1 %
- 2005: 15,1 %
- 2010: 1,28 %

Анджей Леппер занял третье место в ходе первого тура президентских выборов в 2005 году. Во втором туре призвал своих избирателей голосовать за кандидата от национально-клерикальной партии «Право и справедливость» Леха Качиньского, но неоднократно заявлял о том, что не будет поддерживать нового президента Польши.

### Семья и личная жизнь
Был женат, имел троих детей (сына и двух дочерей). Жена, Ирена, занимается сельским хозяйством. Имел девять братьев и сестёр.
В молодости увлекался боксом. Снялся в двух кинофильмах: в 2001 году в комедии «Как думаешь, Гульчас…» (пол. Gulczas, a jak myślisz...), в 2007 году — в фильме «Кто правит в Аушвице» (пол. Kto rządzi w Auschwitz). В обоих фильмах играл камео.

## Политические взгляды
Леппер придерживался умеренных социалистических требований, пользуясь популистскими лозунгами. Его политические взгляды были ориентированы на польских крестьян и промышленных рабочих, обнищавших в результате перехода к рыночной экономике, а также безработных. Леппер выступал за государственную поддержку села, бесплатное образование и здравоохранение, отделение церкви от государства, пересмотр результатов приватизации и введение моратория на выплату внешнего долга. Леппер неоднократно обвинял многих польских политиков в ограблении населения в результате перехода к рыночной экономики. Особым объектом его нападок был Лешек Бальцерович, глава Национального банка Польши и один из главных исполнителей польских рыночных реформ. Впрочем, в 2004 г., после того как Бальцерович оказался в оппозиции к руководству страны, Леппер сменил лозунг «Бальцерович должен уйти» на «Бальцерович должен остаться» (чтобы после прихода к власти «Самообороны» можно было предать его суду).
Во внешней политике выступал за вывод войск из Ирака; по отношению к Евросоюзу был евроскептиком. Не раз заявлял о своей поддержке президента Белоруссии Александра Лукашенко: в 2004 году за день до проведения референдума о праве президента Белоруссии баллотироваться на третий срок, приехал в Минск и по телевидению призвал голосовать за принятие соответствующих поправок в конституцию Белоруссии. Также Леппер выступал за улучшение отношений с Россией.

## Смерть
5 августа 2011 года Анджей Леппер был найден повешенным в своём рабочем кабинете в Варшаве. Полиция считает его смерть самоубийством.
Белорусский представитель в ОБСЕ выразил обеспокоенность «тревожным фактом гибели крупного оппозиционного политика, тем более что это произошло накануне парламентских выборов» и ожидание, «что польская сторона предпримет все возможные меры, в том числе в рамках ОБСЕ, чтобы рассеять тревожные сомнения в обстоятельствах и причинах загадочной насильственной гибели известного оппозиционного политика и детально проинформирует ОБСЕ».